# Chapelle de la Madeleine de Cajarc
La chapelle de la Madeleine de Cajarc est une chapelle catholique située à Cajarc, en France.

## Localisation
La chapelle de la Madeleine est située dans le département français du Lot, sur le territoire de la commune de Cajarc au lieu-dit La Capelette.

## Historique
La chapelle de la Madeleine, du nom de sainte Marie-Madeleine, est le chœur de la chapelle d'une léproserie, qui occupait au XIIe siècle le Pech d'Andressac. 
Cette léproserie était connue sous le nom de "la Magdeleine" et existait déjà en 1267, comme le montrent les lettres de l'évêque de Cahors datées du 6 septembre accordant des indulgences à ceux qui par leur travail ou par leurs dons peuvent contribuer à la réparation des murs. 
À la fin du XIIIe siècle, Ayméric Hébrard de Saint-Sulpice, évêque de Coïmbra entre 1279 et 1295, né à Cajarc, donne à cette léproserie le moulin fortifié de Coïmbre et ses dépendances, qui fut partiellement démoli en 1943 lors de la construction du barrage électrique. Il n'en reste plus que la tour en contrebas de la chapelle.
En 1310 Guillaume de Rupe, Senior de Larroque, a fait don de six deniers de Cahors aux Luminaires de la Chapelle des Lépreux. 
La léproserie a été probablement incendiée en 1321 quand une rumeur a accusé les lépreux d'empoisonner l'eau des fontaines. À la suite des événements de 1321, le sénéchal et le juge de la temporalité épiscopale font une enquête en juin 1322 qui montre que les consuls ont le patronage de la léproserie.
En 1334, un sieur Pierre Lacoste fait des legs semblables. 
La grille en fer forgé qui ferme l'entrée de la chapelle et qui porte les initiales de "Marie-Madeleine, Patronne des Lépreux" a été posée vers 1900.
En 1954, M. le curé doyen de Cajarc, avec l'autorisation de la municipalité, a aménagé ce sanctuaire pour y placer la statue de la Vierge invoquée sous le nom de « Notre Dame de la Paix ». 
L'édifice est inscrit au titre des monuments historiques le 20 janvier 1941.

## Description
Il ne subsiste plus de la chapelle de la léproserie située au bord de la route que l'abside voûtée en cul-de-four et couverte de lauzes. L'arc triomphal était sans doute surmonté d'un clocher-mur.